# Kōhei Horikoshi
Kōhei Horikoshi (堀越 耕平 Horikoshi Kōhei?), född 20 november 1986 i Aichi, är en japansk mangaka. Han är mest känd för sin manga-serie My Hero Academia som har blivit anime.